# اوکسانا پاسلاس
اوکسانا پاسلاس (انگلیسی: Oksana Paslas؛ زادهٔ ۶ ژوئن ۱۹۸۶) ورزشکار ژیمناست ریتمیک اهل اوکراین است.